# AC (Brits automerk)
AC is een Brits sportwagenmerk. De naam is de afkorting van Autocarrier, ofwel bestelwagen.

## Geschiedenis

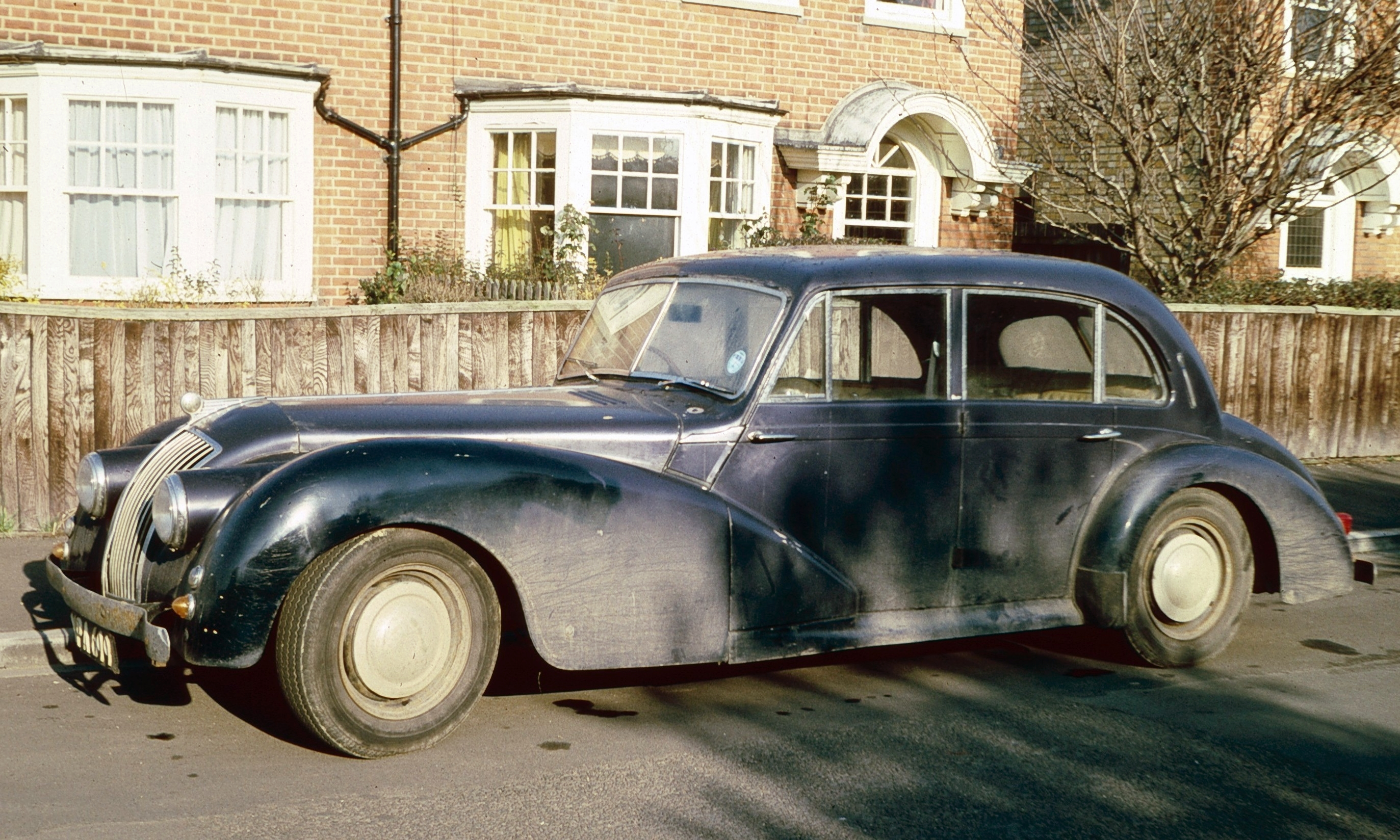
AC 2-Litre 1947 - 1956

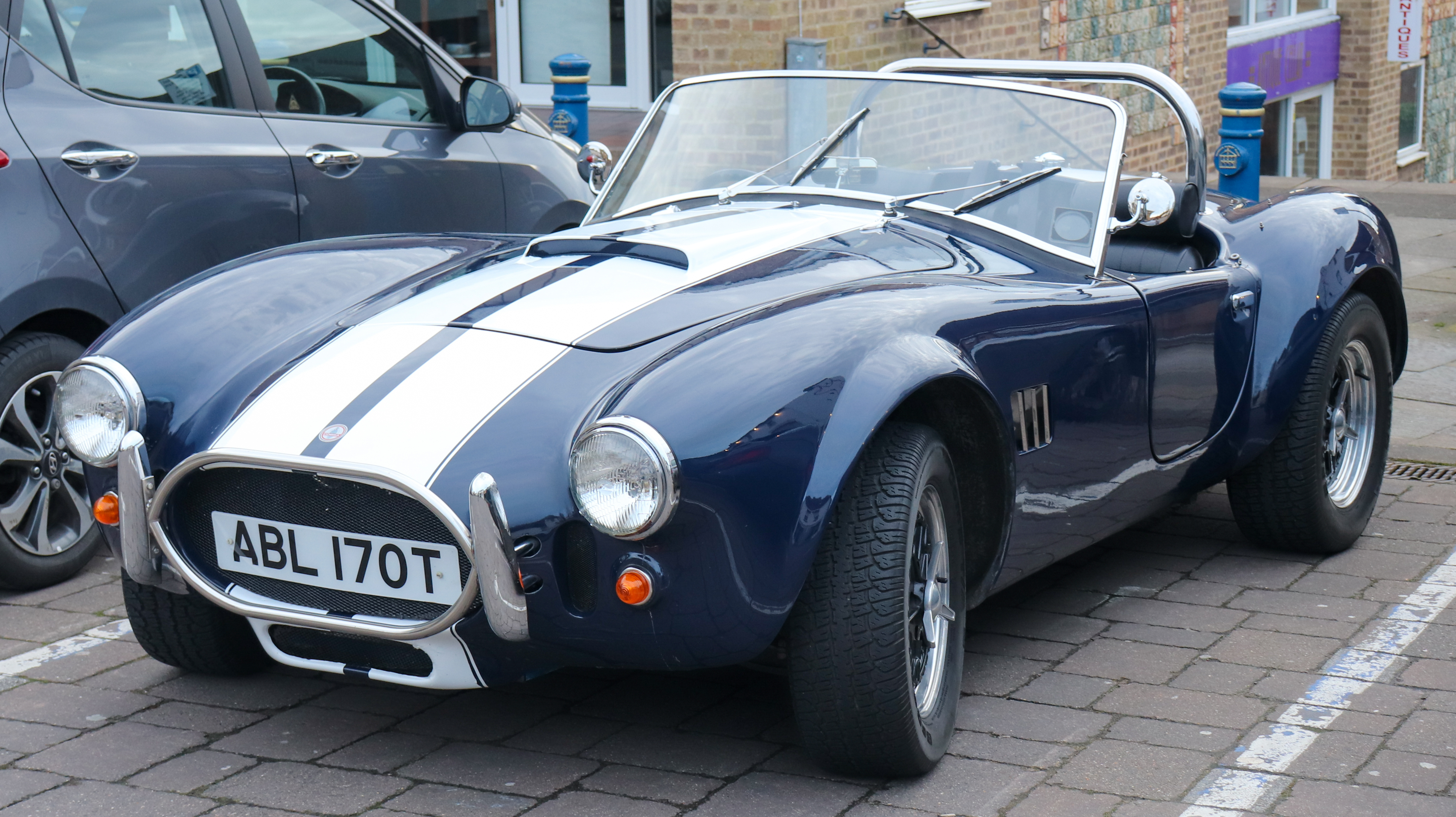
Cobra Replica

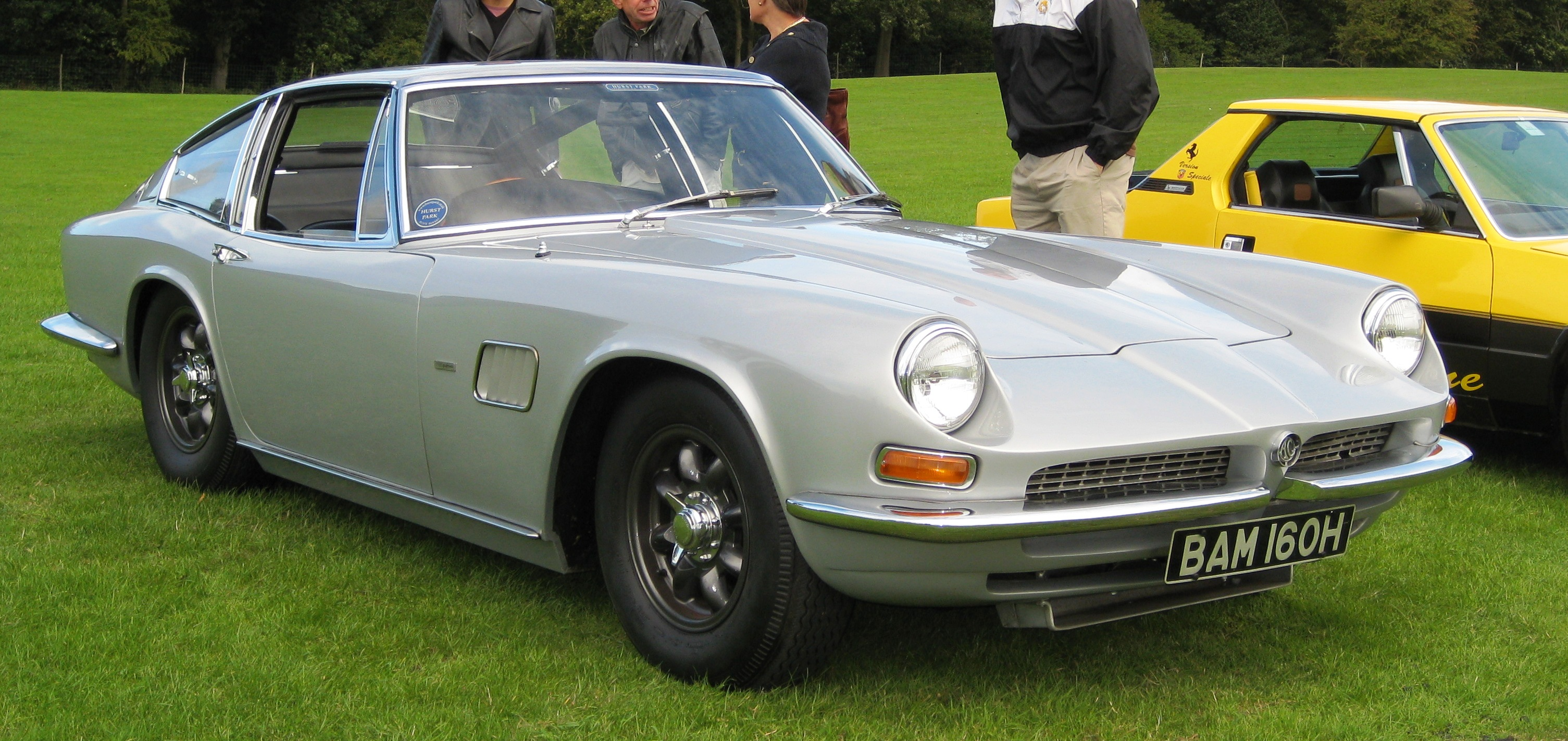
1968 AC 428 Frua

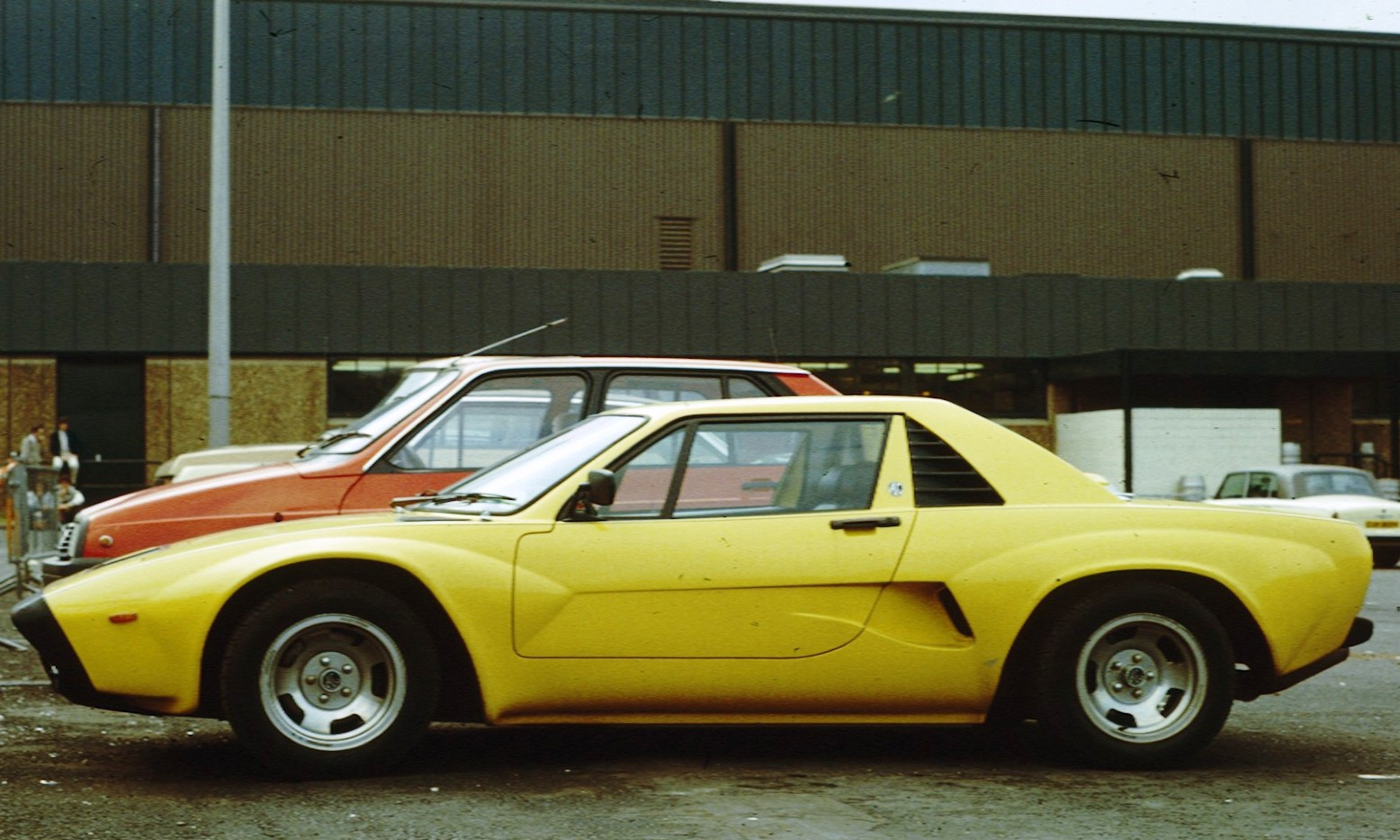
1979 AC 3000ME

De geschiedenis begint met de samenwerking tussen twee Engelse pioniers, slager John Portwine en ontwerper John Weller die in 1902 hun eerste project startten. In 1907 ontwikkelden ze een eenvoudige driewieler, die niet alleen handig als 'sociable' kon worden gebruikt, maar ook als besteller. De afkorting AC was geboren.
In 1929 werd AC Cars overgenomen door William Hurlock jr. Zijn familie bleef tot in de jaren 80 verbonden aan het merk AC. Zijn verdienste was het vooral om het merk naar een hoger niveau te tillen, zo tussen Jaguar en Alvis in.
Tot 1953 bleef AC traditionele auto's bouwen, maar in dat jaar werd de AC Ace aan het publiek voorgesteld. De Ace was een sportieve auto, met een licht buizenframe en de eigen AC-motor. Het ontwerp was afkomstig van John Tojeiro. Twee jaar later werd een coupe model uitgebracht, de AC Aceca. Omdat de eigen motor aan het eind van de ontwikkelmogelijkheden raakte, heeft AC een motor van Bristol ingezet en de laatste wagens werden voorzien van een zescilinder Ford motor. Een ruimer model, de Greyhound, werd in 1962 voorgesteld en die was voorzien van de Bristol 2.2 liter motor.
AC is voornamelijk bekend geworden door de Cobra. Deze uitvoering van de AC Ace bedacht is door een Texaan: Carrol Shelby. Hij gebruikte de AC Ace en lepelde daar een enorme Amerikaanse Ford V8 in en 'the rest is history'. Tot op de dag van vandaag vinden de Amerikanen dat het een Amerikaanse auto is, terwijl de Engelsen het als een Britse auto beschouwen.
In 1986 werd Ford samen met Autokraft de eigenaar van AC. Autokraft nam het aandeel van Ford in 1992 over. De AC fabriek van Autokraft werd verplaatst naar Brooklands (naast de oude racebaan). In 1997 werd AC verkocht aan Alan Lubinsky en in 2004 is de fabriek verhuisd naar Guildford.
In 2022 is het bedrijf overgenomen door David Conza, een Zwitserse investeerder en ondernemer.
De Cobra wordt ook nagemaakt door zeer veel kleine fabriekjes, replicabouwers (om maar twee namen te noemen: Het Duitse CN en het Canadese B.R.M.) en het model is ook als zelfbouw pakket leverbaar.

## Huidige situatie
AC wordt nu nog gemaakt en de Cobra is nog altijd te koop. De Shelby Cobra 427 is ook nog te bestellen. 
Modellenlijn 2006:
- AC MKV

### modellen
- AC 2-Litre (1947-1956)
- AC Petite (1953-1961)
- AC Ace (1953-1963)
- AC Aceca (1954-1963)
- AC Bristol (1957-1963)
- AC Cobra (1962- )
- AC Greyhound (1959-1963)
- AC Shelby Cobra (1962-heden)
- AC 428 (1966-1972)
- AC 3000 ME (1979-1984)
- AC Ace (2002-)